# El largo camino a casa (película)
El largo camino a casa es una película dramática histórica estadounidense de 1990 protagonizada por Sissy Spacek y Whoopi Goldberg, y dirigida por Richard Pearce. 
Ambientada en Alabama, se basa en un guion sobre el boicot a los autobuses de Montgomery (1955-1956) de John Cork y un cortometraje del mismo nombre, producido por estudiantes de la Universidad del Sur de California en 1988. 

## Orígenes
El largometraje se basa en un guion corto y una película del mismo nombre, escrita por John Cork, entonces estudiante graduado en dirección en la USC . Había presentado su guion al Departamento de Cine para su consideración, esperando también dirigirlo. Mientras que USC seleccionó el guion de Cork para la producción, el departamento asignó a Beverlyn E. Fray, otra estudiante, para dirigirlo. 
El cortometraje ganó varios premios, incluido el primer lugar en la Black American Cinema Society. Cork, sin embargo, no estaba contento con el proyecto terminado e intentó sin éxito bloquear las proyecciones del cortometraje.

## Trama
Ambientada en Montgomery (Alabama) durante el boicot de autobuses en 1955, la película cuenta la historia de Odessa Carter (Whoopi Goldberg), una mujer afroamericana que trabaja como niñera para Miriam Thompson (Sissy Spacek). Odessa y su familia enfrentan los problemas típicos de los afroamericanos en el Sur de Estados Unidos en ese momento: pobreza, racismo, segregación y violencia. La comunidad negra ha comenzado un boicot generalizado de los autobuses propiedad de la ciudad para terminar con la segregación; Odessa se ve obligada a hacer largas caminatas en ambos sentidos para trabajar. 
Miriam Thompson le ofrece llevarla dos días a la semana para asegurarse de que llegue al trabajo a tiempo y para disminuir la fatiga que está causando su "largo camino a casa". Alrededor de la ciudad, se están iniciando algunos viajes colectivos informales y otros sistemas, pero la mayoría de los negros se ven obligados a caminar al trabajo. 
A medida que continúa el boicot, aumentan las tensiones en la ciudad. Los negros habían sido la mayoría de los pasajeros en los autobuses propiedad de la ciudad, y el sistema está sufriendo financieramente. La decisión de Miriam de apoyar a Odessa dándole un aventón se convierte en un problema con su esposo, Norman Thompson (Dwight Schultz) y otros miembros prominentes de la comunidad blanca que quieren que termine el boicot. Miriam tiene que elegir entre lo que cree que es correcto o sucumbir a la presión de su esposo y sus amigos.   

## Reparto
- Sissy Spacek como Miriam Thompson
- Whoopi Goldberg como Odessa Cotter
- Dwight Schultz como Norman Thompson
- Ving Rhames como Herbert Cotter
- Dylan Baker como Tunker Thompson
- Erika Alexander como Selma Cotter
- Lexi Randall como Mary Catherine (como Lexi Faith Randall)
- Richard Parnell Habersham como Theodore Cotter
- Jason Weaver como Franklin Cotter
- Crystal Robbins como Sara Thompson
- Cherene Snow como Claudia
- Chelcie Ross como Martin
- Dan Butler como Charlie
- Philip Sterling como Winston
- Schuyler Fisk como Judy (Chica en Oak Park)
- Mary Steenburgen como narradora

## Desarrollo
Uno de los tres autobuses de tránsito GM de "aspecto antiguo" utilizados en esta película fue el autobús #2857 de Montgomery Bus Lines, que Rosa Parks había estado montando cuando se negó a renunciar a su asiento y fue arrestada (su arresto fue el catalizador de la comunidad negra que llamó al boicot). En el momento de la película, el autobús estaba en malas condiciones. Los realizadores hicieron que fuera repintado parcialmente y lo remolcaron con un cable para sus escenas en la película. Ahora es propiedad del Museo Henry Ford en Dearborn, Michigan, donde se encuentra en exhibición permanente. 
El director de fotografía John Bailey debió haber hecho su debut como director en esta película, pero fue reemplazado por Richard Pearce al comienzo de la producción. 

## Lanzamiento
La película se estrenó en cines el 21 de diciembre de 1990. En los EE. UU., ganó otro estreno teatral en marzo de 1991 después de que Miramax retiró la película de su lanzamiento limitado en diciembre de 1990 debido a la fuerte competencia de la temporada navideña de 1990. 
Después de la presentación de la película, fue lanzada en videocasete por Live Home Video en los Estados Unidos y en Canadá ese mismo año por Cineplex Odeon . 
En 2002, la película fue lanzada dos veces en DVD por Platinum Disc y Artisan Entertainment, ambas presentadas en pantalla completa sin características adicionales. Ambos DVD ahora están descontinuados. El 29 de enero de 2013, Lionsgate lanzó un nuevo DVD, bajo licencia de Miramax . Todavía está en pantalla completa y no contiene ninguna característica adicional. Un DVD panorámico está disponible en España. 

## Recepción
El largo camino a casa recibió críticas en su mayoría positivas de los críticos. El agregador de reseñas Rotten Tomatoes informa que el 86% de 16 críticos profesionales le dio a la película una crítica positiva, con un puntaje promedio de 6.7 sobre 10.
Roger Ebert le dio a la película tres estrellas y media de cuatro, elogiando las actuaciones de Spacek y Goldberg, mientras criticaba algunos aspectos de la película, como la inclusión de un "narrador" blanco.